# Leucanopsis misona
Leucanopsis misona är en fjärilsart som beskrevs av William Schaus 1941. Leucanopsis misona ingår i släktet Leucanopsis och familjen björnspinnare. Inga underarter finns listade i Catalogue of Life.